# Gouden Bocht

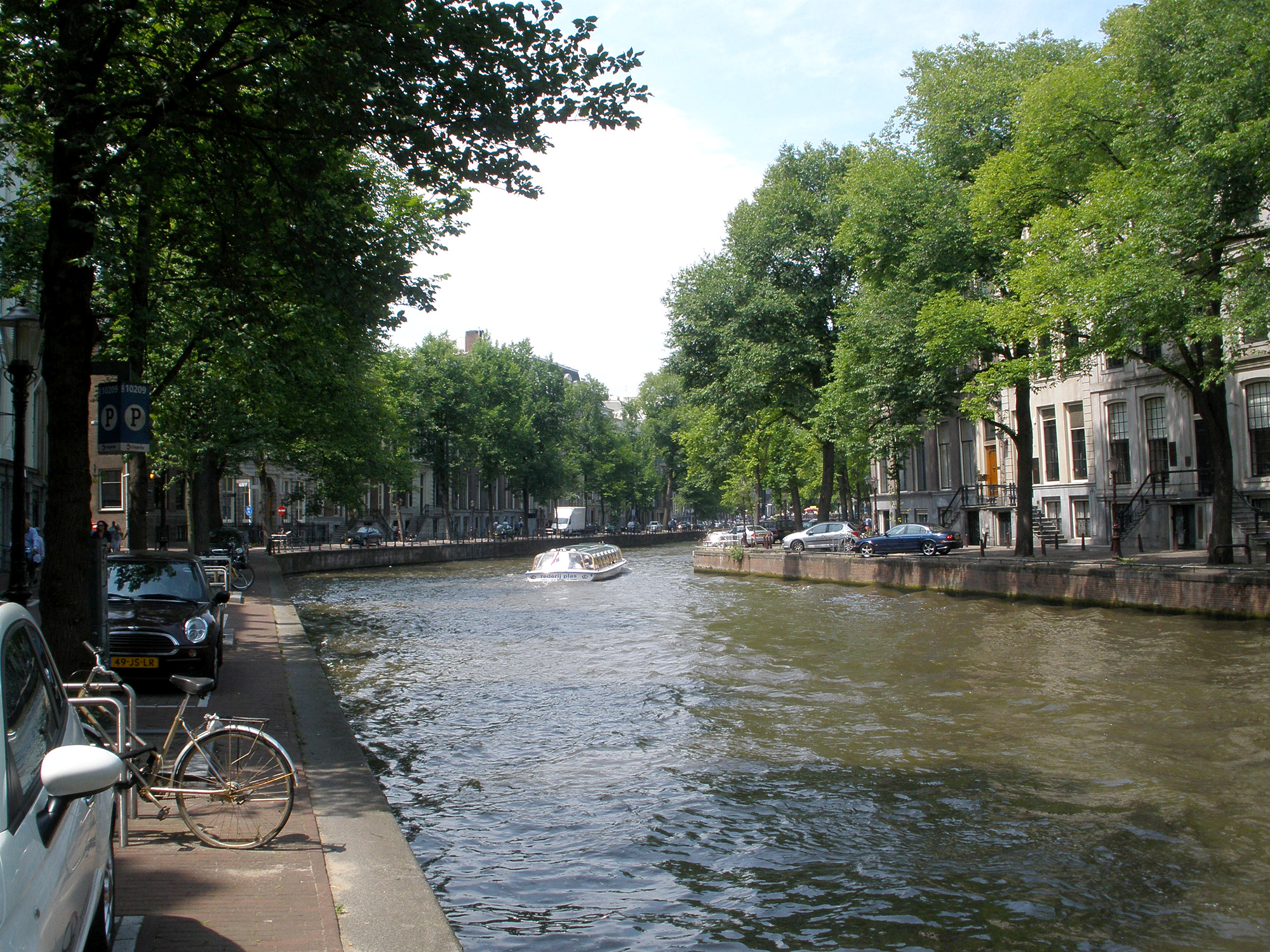
Die Gouden Bocht, 2008

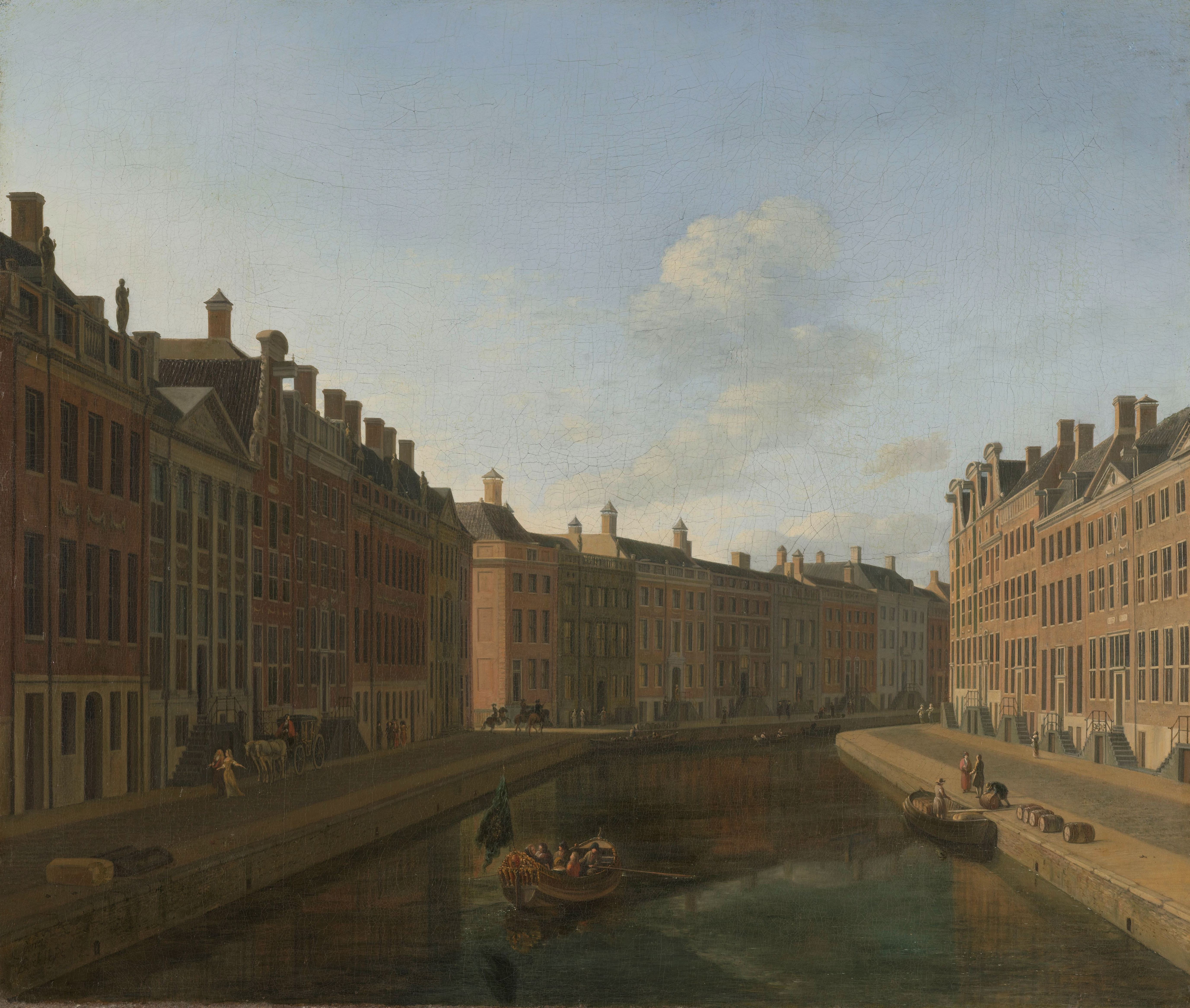
De bocht van de Herengracht te Amsterdam, 1685, Gerrit Adriaensz. Berckheyde.

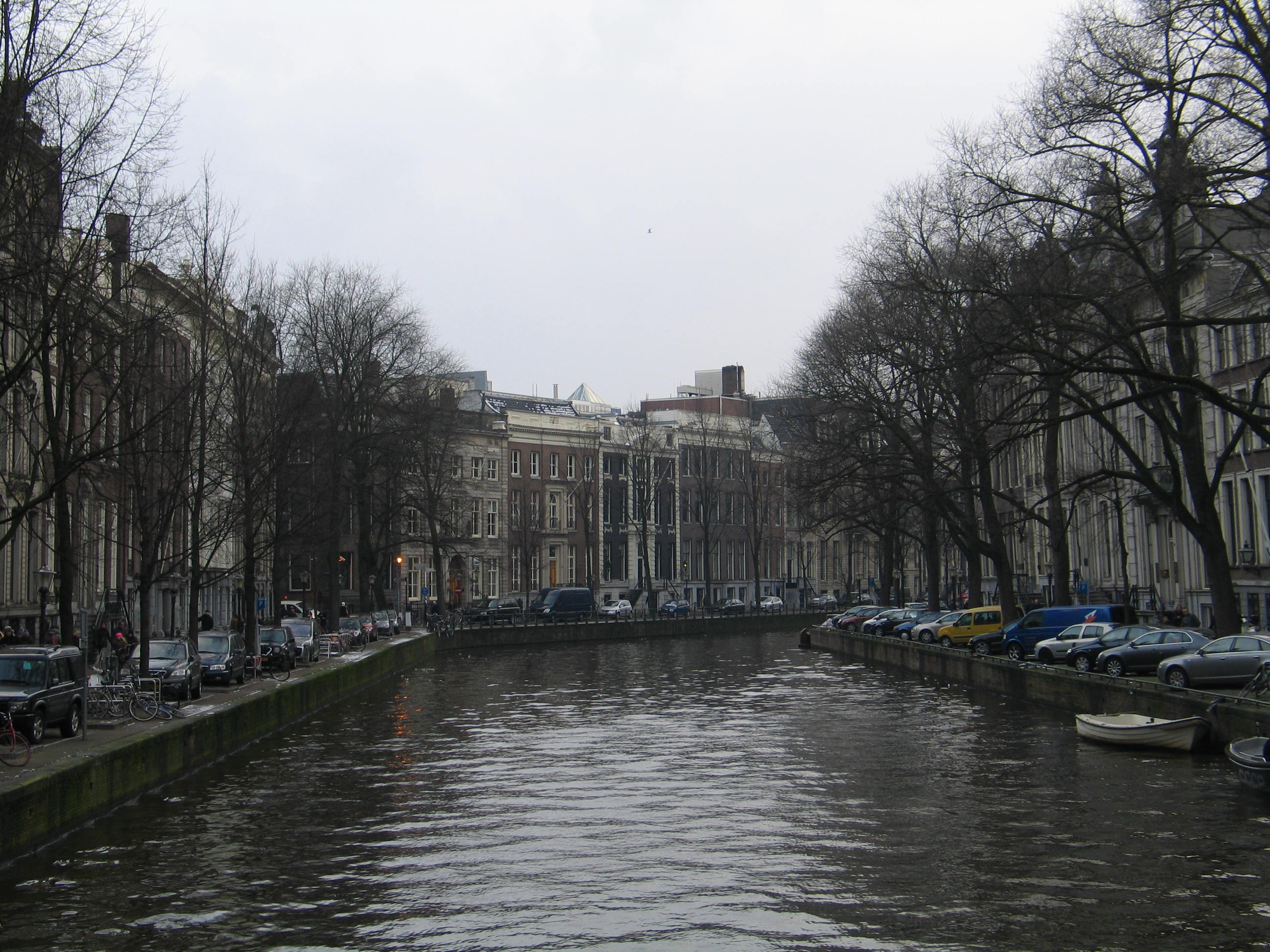
Die Gouden Bocht, 2009

Die Gouden Bocht (niederländisch goud für Gold, bocht für Biegung, Kurve, Bucht) ist der prestigeträchtigste Teil der Amsterdamer Herengracht, der während der vierten Stadterweiterung entstand. Im Laufe des Goldenen Zeitalters und des 18. Jahrhunderts wurde die Gouden Bocht von den reichsten Amsterdamer Patriziern und Kaufleuten bewohnt.

## Geschichte
1663 wurden die Gründe der Gouden Bocht bei der Stadterweiterung an der Herengracht im Bereich zwischen der Leidsestraat und der Vijzelstraat zur Bebauung freigegeben. Durch die an dieser Stelle entstandene Biegung der Herengracht waren vor allem die Parzellen an der Südseite tiefer als üblich, zudem wurde der Verkauf doppelter Grundstücke gefördert. Dadurch war es den Eigentümern möglich, hier große, repräsentative Gebäude zu errichten.
Als Baumeister der barocken und klassizistischen Stadthäuser und Palais waren unter anderem die Baumeister Adriaan Dortsman und Philips Vingboons tätig. Die Innenausstattungen entstammten den Künstlern und Baumeistern Jan van Logteren, Gerard de Lairesse, Jacob de Wit und Isaac de Moucheron und Jurriaan Andriessen. Zu den herausragenden Bauwerken gehört das Huis de Neufville (1731) an der Herengracht Nr. 475; es wird das schönste Haus an der Bocht genannt. An der Herengracht Nr. 466 war zwischen 1858 und 1926 das Kontor der Niederländischen Handelsgesellschaft. In der Gouden Bocht sind heutzutage viele Niederlassungen von Banken und Versicherungsgesellschaften ansässig, der größte Besitzer ist hierbei die Deutsche Bank.
Des Weiteren sind in der Gouden Bocht das Goethe-Institut, das Kattenkabinet und das Prins Bernhard Cultuurfonds ansässig.

## Bewohner der Gouden Bocht
- Jan Bernd Bicker (1746–1812), patriotischer Politiker und Staatsmann. Er führte während zwei kurzen Perioden den Vorsitz der Batavischen Republik
- Govard Bidloo, niederländischer Arzt, Anatom, Dichter
- Jacob Boreel (1630–1697), Amsterdamer Regent und niederländischer Diplomat
- George Clifford III., Jurist und Naturliebhaber. Sein offizielles botanisches Autorenkürzel lautet „G.Clifford “.
- Joan Corver, Regent von Amsterdam
- Gerbrand van den Eeckhout (1621–1674), Maler
- Andries de Graeff (1611–1678), Amsterdamer und holländischer Regent
- Jeronimo de Haze de Georgio (1651–1725), Regent und Bürgermeister von Amsterdam
- Jérôme Louis Heldring (1917–2013), Journalist und Chefredakteur diverser niederländischer Tageszeitungen
- Joan van Hoorn (1653–1711), Generalgouverneur von Niederländisch-Indien
- Isaac Sweers, Admiral
- Nicolaes Witsen (1641–1717), Bürgermeister und Regent von Amsterdam. Als Diplomat, Politiker, Sammler, Publizist und wissenschaftlich gebildeter Bürger war Witsen Mentor von Zar Peter I.